# Laveggio
Il torrente Laveggio è un immissario del Lago di Lugano.

Ha le sue sorgenti sulle colline di Santa Margherita a sud del comune di Stabio a pochi metri dal confine italiano e dal letto di un altro fiume: il Lanza.

## Storia
In quel luogo, prima del 1925, il terreno era paludoso. Il ruscello aveva un percorso tortuoso, che formava qua e là pozze d'acqua stagnante. Intorno crescevano erbe acquatiche, canneti, e volavano zanzare e altri insetti.
Nel 1925, in previsione della costruzione della ferrovia della Valmorea, il terreno fu prosciugato e reso coltivabile con l'incanalamento del fiume.
Prima il corso dell'acqua era tortuoso e ricco di meandri; essi si formano quando il fiume incontra, lungo il suo corso, degli ostacoli (sassi, alberi, terreno compatto, ecc.). Se non riesce a superarli, il corso d'acqua devia il suo percorso.
Ogni 50 m circa sono state scavate delle vasche, allo scopo di diminuire la velocità dell'acqua, che, se troppo elevata, non permette il riformarsi degli habitat naturali.

## Corso del rivo
Nella parte iniziale del suo corso riceve da destra un affluente proveniente dal comune di Bizzarone in territorio italiano talvolta anch'esso segnato col nome di Laveggio ma comunemente conosciuto come Puntín. Il torrente attraversa la Campagnadorna, passa tra Genestrerio e Ligornetto. Nella zona del Pizzuolo a Rancate, sono stati ricostruiti alcuni meandri, che erano stati distrutti e deviati, durante la costruzione della superstrada.
A Mendrisio il ruscello scorre per alcune centinaia di metri sottoterra per superare il "nastro d'asfalto" creato dall'autostrada e dai suoi svincoli. Poi nella pianura di San Martino, vicino alle piscine comunali, incontra il suo principale affluente, il Moré, che scende dal Monte Generoso, passando da Somazzo e Salorino.
Poi più avanti riceve l'acqua dall'impianto di depurazione del Consorzio tra 13 comuni del Mendrisiotto.
L'ultimo pezzo del corso d'acqua è praticamente rettilineo e sfocia nel lago di Lugano (o Ceresio) nel territorio di Riva San Vitale in vicinanza del confine con Capolago.
La maggior parte del rivo Laveggio ha subito grossi interventi da parte dell'uomo; cercando di incanalare il suo corso, si sono prosciugate e rese coltivabili molte terre, soprattutto nella pianura di Stabio, di San Martino e quella verso Capolago e Riva San Vitale. È uno dei pochi corsi d'acqua a sud dell'arco alpino che non scorre verso il mare (sud) ma nella direzione opposta (verso nord).

## Ambiente
Queste terre bonificate dall'uomo servivano ai contadini per le loro coltivazioni di cereali, ortaggi, tabacco e per ricavarne prati da falciare. Oggi su queste pianure si assiste all'insediamento di capannoni industriali e di fabbriche. Molta parte di queste terre è stata sacrificata per la costruzione di strade e di autostrade. Così l'agricoltura ha perso l'importanza di una volta: oggi i grossi agricoltori che lavorano in queste zone hanno edificato serre in vetro e plastica per la produzione rapida di ortaggi e lavorano le terre con l'aiuto di grossi macchinari.
Oltre alle grandi modifiche che abbiamo visto, il fiume ha subìto e subisce tuttora molti rischi d'inquinamento, dovuti alla presenza di fabbriche, di molti depositi di carburante, di un'agricoltura meccanizzata e intensiva che usa fertilizzanti, concimi e diserbanti chimici. Si è cercato di arginare questo problema, proibendo che gli scarichi delle case e delle fabbriche vadano a finire direttamente nel fiume e costruendo una lunga rete di canalizzazioni per raccogliere le acque più sporche. Queste confluiscono nel depuratore, che permette di pulire queste acque inquinate prima d'immetterle nel lago di Lugano.
Il rivo Laveggio, che una volta aveva un ruolo molto importante nella vita degli uomini di questa regione (l'acqua serviva per irrigare i campi, per fare il bucato, come fonte di energia per mulini e segherie), ha perso la sua importanza e sembra essere più un impedimento, per le nuove attività dell'uomo. Era luogo di svago, come polmone verde e come luogo dove ritrovare, se è possibile, un contatto migliore con la natura.